# Ophrys insectifera
La moscaria (Ophrys insectifera L., 1753) è una pianta appartenente alla famiglia delle Orchidacee, diffusa in Europa.

## Descrizione

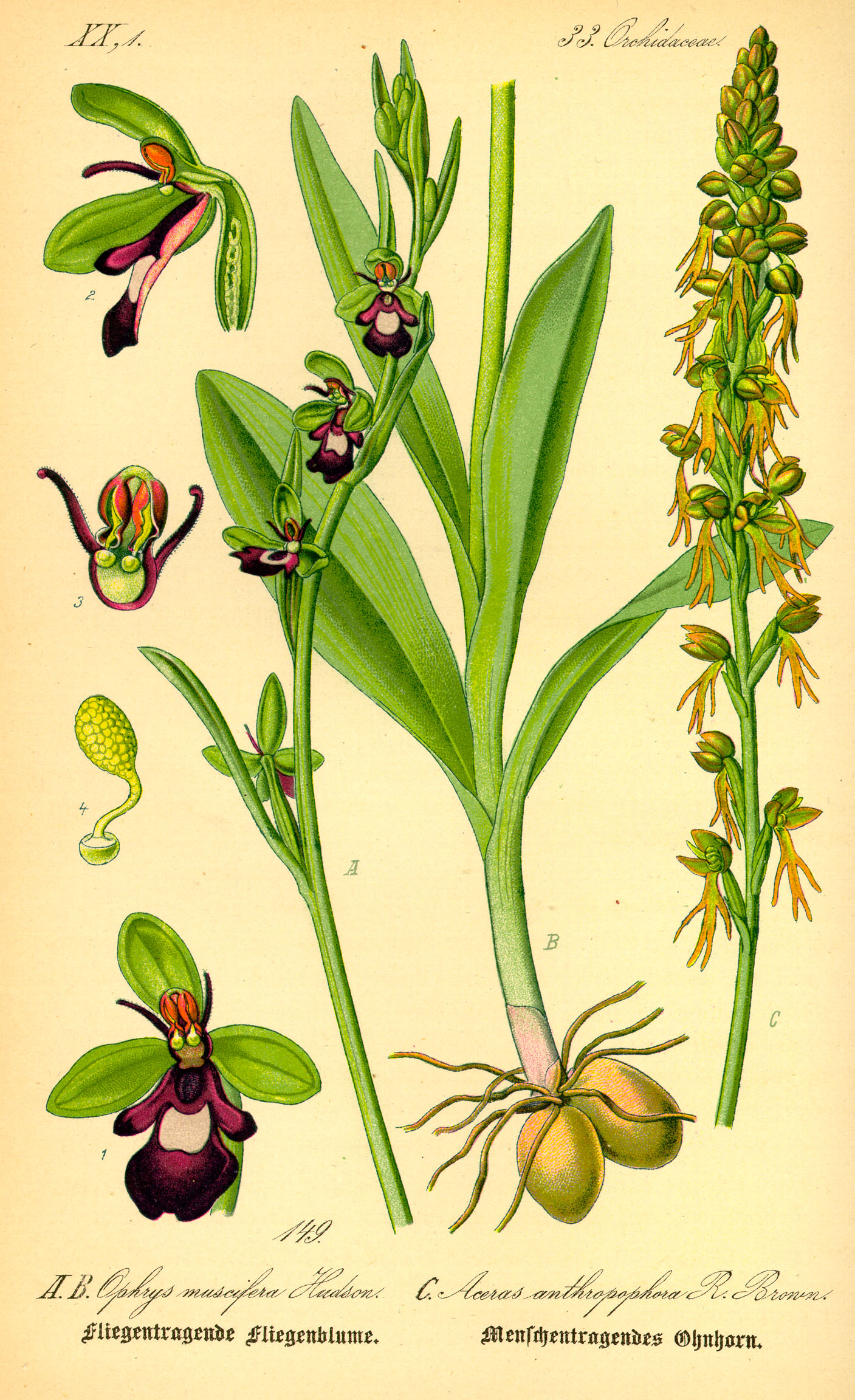

È una pianta erbacea geofita bulbosa, con fusto eretto, alto fino a 40 cm.
Forma infiorescenze lasse con non più di una decina di fiori.
La caratteristica principale è rappresentata dalla sorprendente somiglianza dei fiori di questa specie a degli insetti: il lobo centrale del labello, di colore bruno-rossastro, con specchio centrale grigio-azzurrognolo, evoca la conformazione dell'addome di un insetto; i lobi laterali, più piccoli, richiamano le ali; il ginostemio e la cavità stigmatica richiamano la conformazione del capo mentre i tepali interni, corti e filiformi, assomigliano incredibilmente alle antenne.
Fiorisce da maggio a luglio.

## Biologia

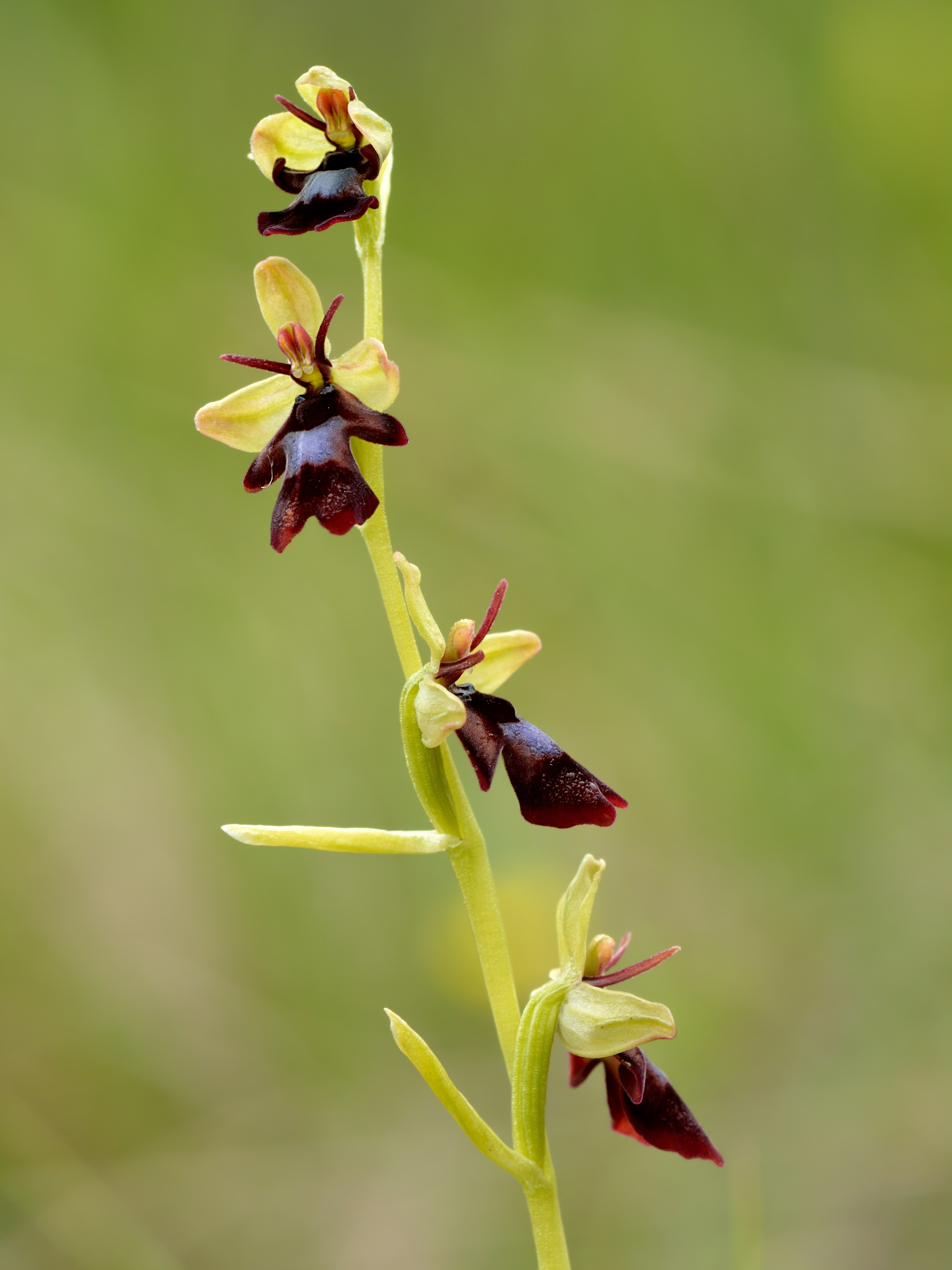
La moscaria

Si riproduce per impollinazione entomofila ad opera degli imenotteri Argogorytes mystaceus e A. fargeii (Sphecidae).

## Distribuzione e habitat
L'areale della specie si estende dalla penisola iberica agli Urali, spingendosi a nord fino alla Scandinavia e a sud sino all'Italia meridionale (assente in Puglia, Sicilia e Sardegna).
Predilige sia ambienti aperti con substrato calcareo, che boschi ombrosi e zone umide, dal livello del mare sino a 1500 m d'altitudine.